# 宮重大根

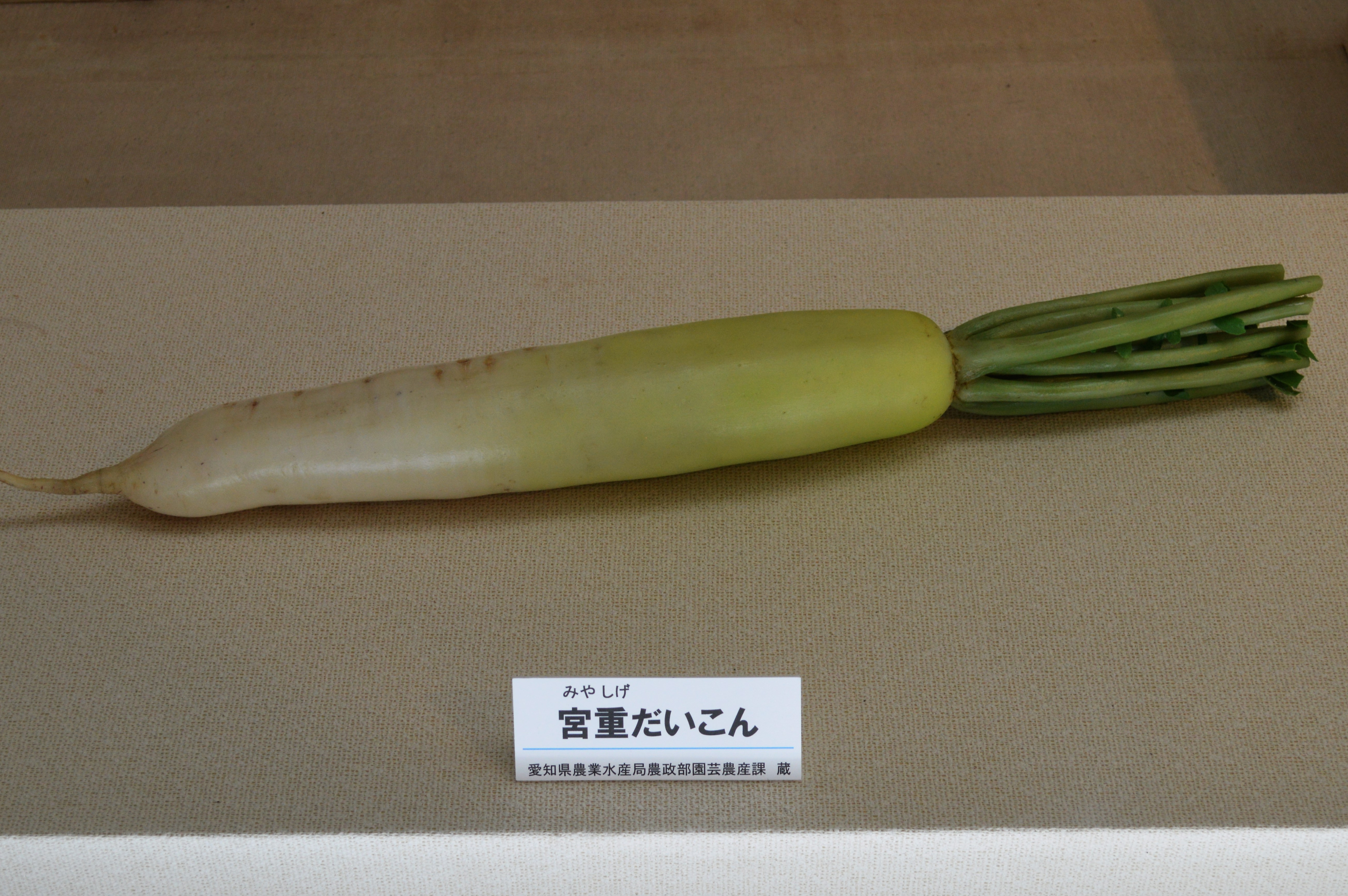
宮重大根

宮重大根（みやしげだいこん）は、愛知県清須市特産の尾張大根の品種。

## 特色
尾張大根を代表する品種であり、また全国的にも知られる主要品種であるという。青首大根の一種であり、京野菜の聖護院大根はここから発祥したものとされる。また、青首大根の多くは、この品種の系統に属するともされる。
生産地である各集落名がつけられた系統として、五日市場・氏永・明治・蜂須賀・小日比野・西成・下津・九日市場などが存在し、それぞれ生食・切り干し・漬物と適する用途が異なるとされる。生産地ではおやつ代わりに、青首の部分を輪切りにし、皮をむき、生で塩をつけて食べる習慣があるくらい、首の部分の強い甘さが特徴である。

## 歴史
旧西春日井郡春日村宮重が発祥とされる。
第二次世界大戦後、病気による打撃や嗜好の変化による消費量の減少により、生産されなくなった。平成時代に入り、「宮重大根純種子保存会」により復活している。

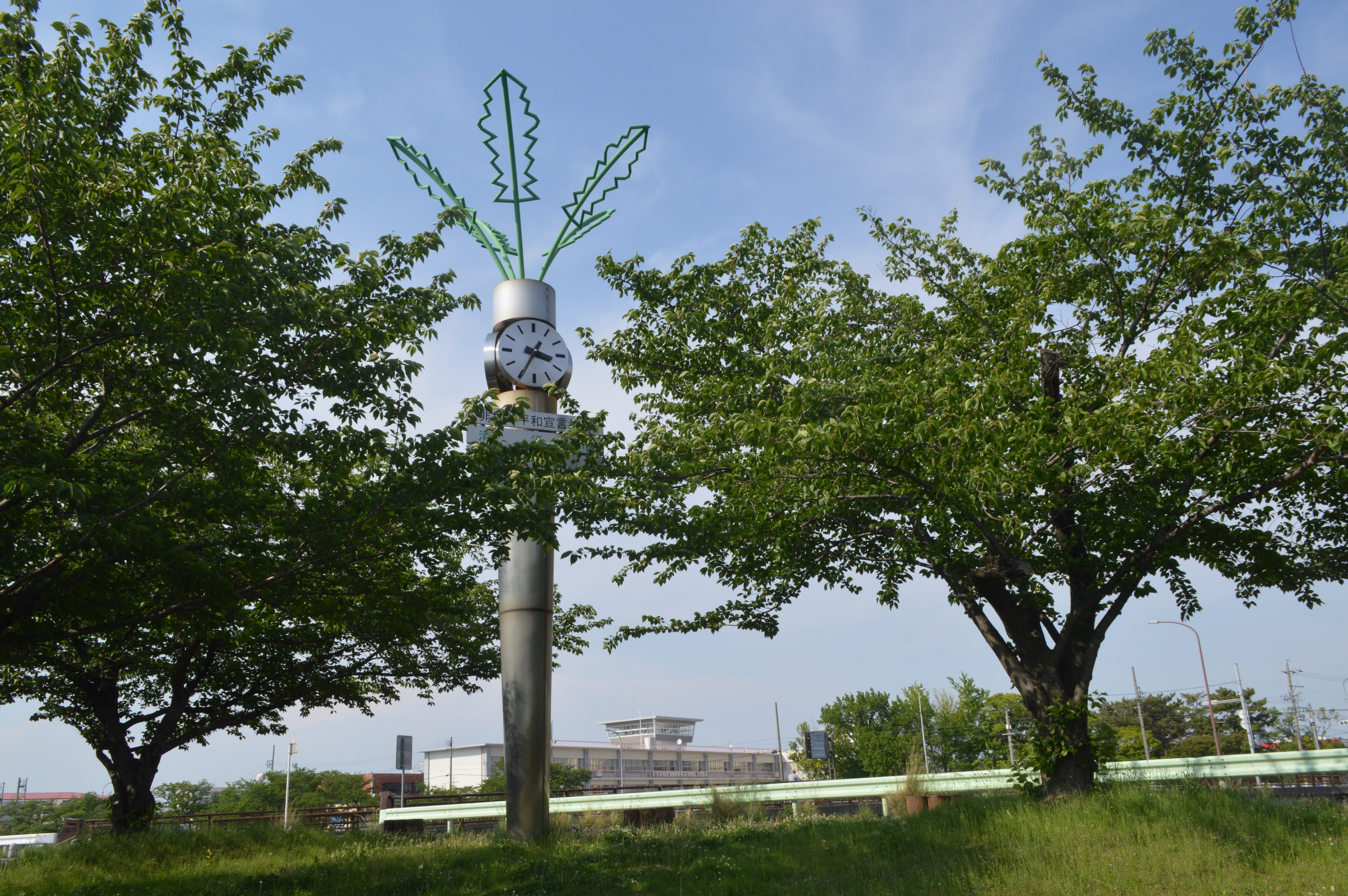
宮重大根をモチーフとする時計台（清須市夢広場はるひ）
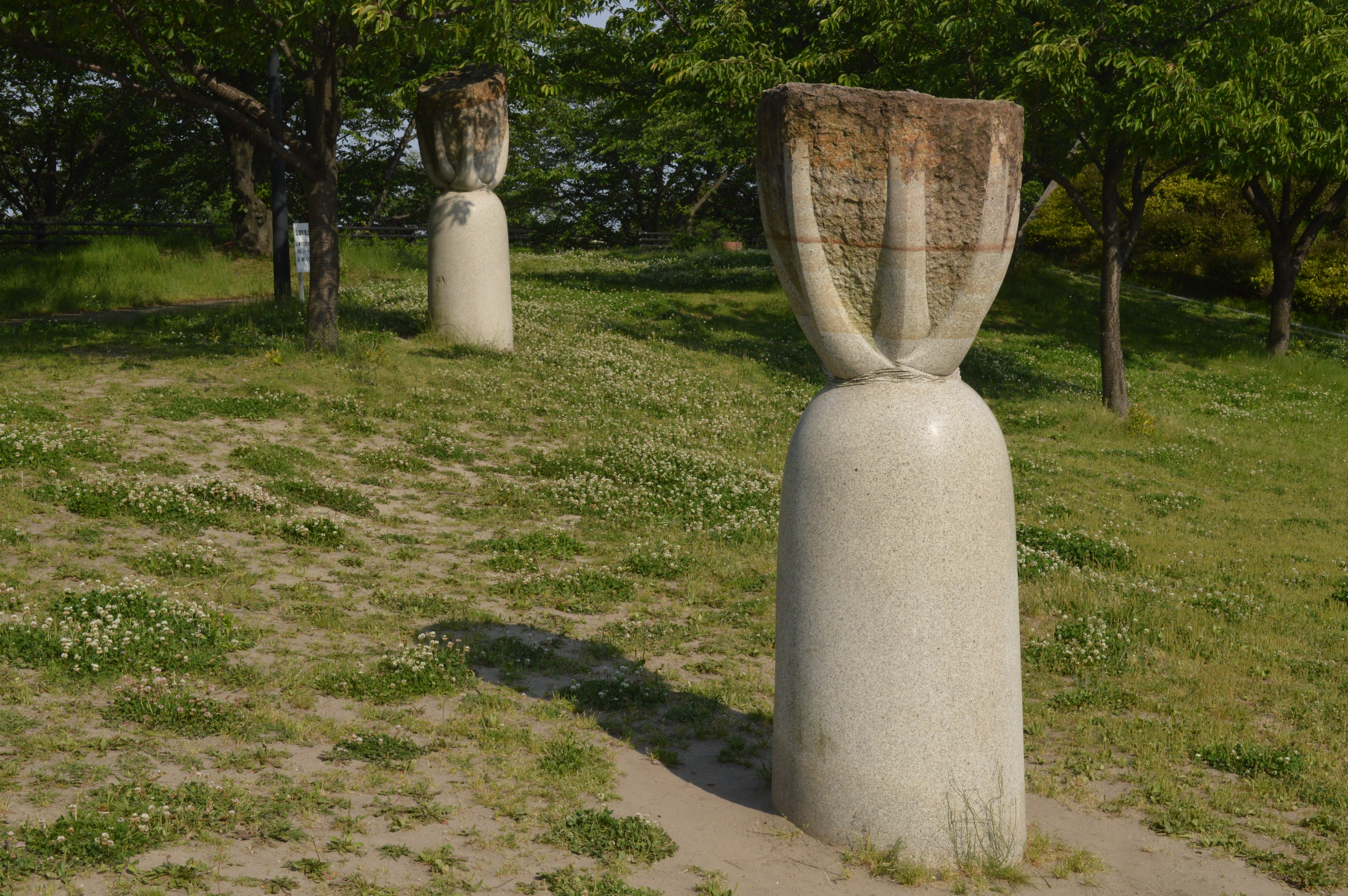
公園に生えている宮重大根（清須市夢広場はるひ）